# 周志文 (作家)
周志文（1942年6月27日—），原籍浙江鄞縣，抗日戰爭時期生於湖南辰溪，成長於台灣宜蘭縣羅東鎮。大學教授，專長是明清學術史、明清文學、現代文學。亦是作家，寫作以散文、小說及評論為主。
宜蘭縣立羅東中學初、高中部畢業（今羅東國中和羅東高中）、私立東吳大學中國文學系學士、國立台灣大學中國文學研究所碩士、博士。
歷任《中國時報》、《民生報》主筆，淡江大學、台灣大學教授，曾至捷克查理大學、荷蘭萊頓大學、北京師範大學、及珠海聯合國際學院講學，現已退休。

## 著作
- 《日昇之城》（1987）
- 《在我們的時代》（1990）
- 《瞬間》（1992）
- 《三個貝多芬》（1995）
- 《冷熱》（1997）
- 《晚明學術與知識分子論叢》（1999）
- 《尋找光源》（2003）
- 《布拉格黃金》（2003）
- 《風從樹林走過》（2007）
- 《時光倒影》（2007）
- 《第一次寒流》（2008）
- 《同學少年》（2009）
- 《記憶之塔》（2010）
- 《家族合照》（2011）
- 《黑暗咖啡廳的故事》（2013）
- 《冬夜繁星：古典音樂與唱片札記》（2014）
- 《有的記得，有的忘了》（2016）
- 《躲藏起來的孩子》（2018）
- 《陽明學十講》（2022）
- 《巡禮之年》（2023）
- 《台大教授的論語課》（2023）

## 外部連結
- 國家圖書館-當代文學史料系統[永久]
- 台灣大學中國文學系（页面存档备份，存于）